# M-22 (Spanje)

De M-22

De M-22 is een autovía in Madrid met een lengte van 1,5 kilometer. De M-21 sluit aan op de M-21 en de luchthaven Madrid-Barajas.